# Platges de L'Atalaya i Focarón
Les platges de L'Atalaya i Focarón es troben en el concejo asturià de Muros i pertanyen a la localitat de El Monte i San Esteban. Els jaços d'ambdues són de sorres grises de gra gruixut i en escassa quantitat; la resta és de pedra. Els graus d'urbanització i ocupació en ambdues platges són baixos. L'accés per als vianants fins a la platja és molt fàcil a peu.
Ambdues platges pertanyen a la Costa Central asturiana i presenten protecció com ZEPA i com a LIC.

## Descripció
Per arribar aquestes platges cal localitzar prèviament els nuclis de població més propers, que en aquest cas són El Monte i San Esteban. La manera més fàcil de baixar a elles és des de la «ruta dels Miradors». Aquestes platges s'uneixen amb la seva veïna per l'est de Garruncho durant les hores de baixamar a través d'un pedrer que està en la prolongació de l'espigó de San Esteban de Pravia. Just sota el mirador de l'ermita de l'Esperit Sant està la platja del Focarón des d'on surt un camí descendent fins a la platja que no és recomanable, ja que és molt perillós. A la zona més occidental d'aquesta gran petxina es troba una petita cala inserida i que té les mateixes característiques que les seves dues platges veïnes coneguda com a «platja de Serrón».
Les platges no tenen cap servei però té com a llocs atractius el «Àrea recreativa de Focarón» i el tram de la «senda nord»
que va des de San Esteban de Pravia a l'Aguilar; (zona dels Miradors). Les activitats més recomanades són la pesca submarina i la recreativa a canya. En aquestes platges es practica el naturisme.